# Axel Fredrik Londen
Axel Fredrik Londen (* 5. August 1859 in Hamina; † 8. September 1928 in Helsinki) war ein finnischer Sportschütze.

## Erfolge
Axel Fredrik Londen nahm an den Olympischen Spielen 1912 in Stockholm in drei Wettbewerben teil. Im Einzelwettbewerb auf den Laufenden Hirsch belegte er mit 31 Punkten den 18. Platz. In der Mannschaftskonkurrenz auf den Laufenden Hirsch war Londen mit 29 Punkten der drittbeste Schütze der finnischen Mannschaft, mit der er den dritten Platz hinter der schwedischen und der US-amerikanischen Mannschaft erreichte. Neben Londen sicherten sich Ernst Rosenqvist, Nestori Toivonen und Iivar Väänänen den Gewinn der Bronzemedaille. Den Mannschaftswettbewerb im Trap beendete er auf dem fünften Rang.